# Littera
Littera (förkortat litt eller litt.) är latin och betyder bokstav. Ordet används på svenska ofta i sammanhang där en sak har en bokstavsbeteckning, och kan liknas vid användandet av ordet "nummer" i samband med saker som betecknas med siffror. I praktiskt bruk innehåller littera ofta bokstäver i kombination med siffror, till exempel för att ange typer av objekt. Littera kan därmed sägas utgöra en enkel form av redovisning av klassifikation. Arbetet med att skriva beteckningarna kallas "att litterera".

## Inom bygg och anläggning
Vid redovisning för bygg och anläggning används ofta termen littera för de beteckningar som sätts på ritningar och i CAD-filer för att ange typer av objekt. Ofta används SS 32202 Byggritningar – Beteckningar och förkortningar som grund för beteckningen ("litteran"). 
Exempel på littera: D (dörr), RÖK (rälsöverkant), STPR (stuprör), F (fönster).

## Inom järnväg
I järnvägssammanhang kallas de typbeteckningar som ges olika typer av järnvägsfordon för littera och förkortas litt.

## Inom övrig spårtrafik och busstrafik
Bruket av ordet "littera" som synonym för "typ" inskränker sig till järnvägen. Andra spårfordon, såsom tunnelbanevagnar och spårvagnar, har typbeteckningar men dessa kallas inte littera även om några numera nedlagda spårvägar använde bokstäver som typbeteckningar, till exempel Malmö stads spårvägar och Hälsingborgs stads spårvägar.
Övriga spårvägar använder en kombination av en bokstav och ett nummer som typbeteckning. AB Stockholms Spårvägar använde bokstäverna A för motorvagnar, B för täckta släpvagnar och C först för öppna släpvagnar och senare för tunnelbanevagnar. Vidare användes F för trådbussar, G för släpvagnar till trådbussar, H för förbränningsmotorbussar och J för släpvagnar till dessa. Detta system har i tillämpliga fall vidareförts av SL och Djurgårdslinjen. Till exempel så har de från Göteborg inköpta vagnar, som där hade typbeteckningen M23, vid Djurgårdslinjen typbeteckningen A31 och de tillhörande släpvagnarna typbeteckningen B31. De nyaste tunnelbanevagnarna har typbeteckningen C30.
Norrköpings spårvägar använder typbeteckningar där vagnens leveransår ingår, till exempel M06.
Spårvagnar och bussar hos Göteborgs spårvägar har typbeteckningar med bokstäverna M för motorvagn, S för släpvagn, B för buss, TB för trådbuss och SB för släpbuss. En siffra följer efter bokstaven som berättar vilken vagn- eller busstyp det gäller. Tidigare användes nummerserien 20-29 för spårvagnar och 30-39 för bussar och dessutom skulle även siffran vara unik för typen. Därför är det ett gap mellan motorvagnarna M25 och M28, då det redan fanns släpvagnar som hette S26 och S27. Som en konsekvens av denna ordning fick spårvagnen M21 som levererades efter M29  en återanvänd typbeteckning. Numera har man frångått dessa begränsningar så att den nyaste spårvagnen har typbeteckningen M32. När det gäller de museala vagnarna så har Göteborgs spårvägar, dåvarande Industrimuseet och Svenska Spårvägssällskapet skapat egna typbeteckningar som numera används i blandad form av Spårvägssällskapet Ringlinien och Göteborgs spårvägar.

## Inom postväsendet

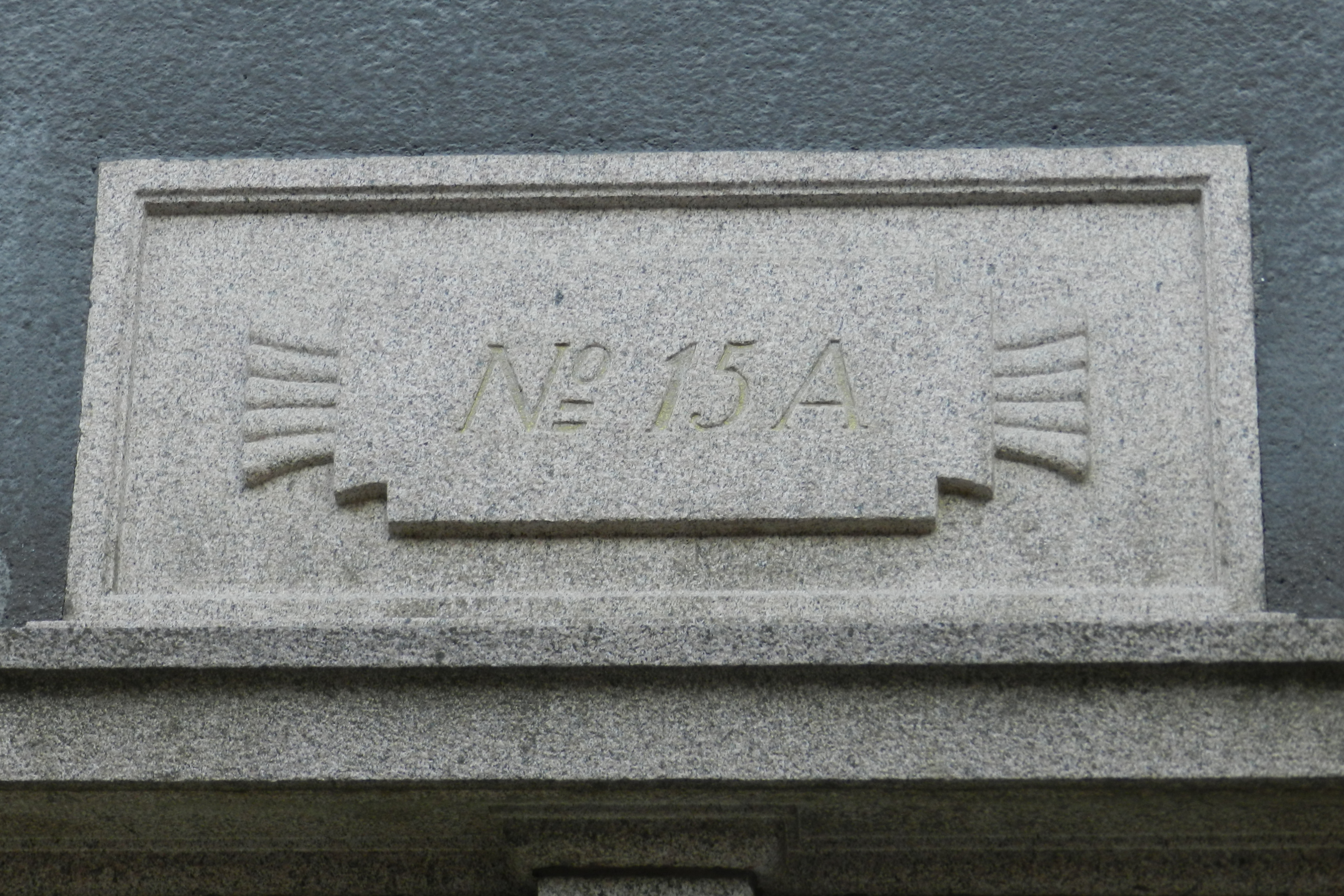
Markering ovanför port på Karlavägen 15 A i Stockholm.

Inom postverksamhet är littera beteckningen för den bokstav som anger portuppgång i en adress. I exempelvis adressen Karlavägen 15 A är "A" littera.